# Major League Soccer (2020)
Major League Soccer w roku 2020 był dwudziestym piątym sezonem tych rozgrywek. Sezon zasadniczy rozpoczął się 29 lutego 2020 r., a pierwotnie planowano go zakończyć 4 października 2020 r. Rozgrywki play-off miały rozpocząć się w październiku i zakończyć się 7 listopada.
Po odwołaniu kilku meczów, 12 marca 2020 r. sezon został zawieszony z powodu pandemii COVID-19 w Ameryce Północnej. 1 maja liga ogłosiła, że 6 maja gracze będą mogli wznowić indywidualne treningi na świeżym powietrzu w obiektach MLS. Pandemia COVID-19 była pierwszą przerwą w grze w sezonie zasadniczym od sezonu 2001, w którym wiele meczów pod koniec sezonu regularnego zostało odwołanych z powodu ataków z 11 września. 10 czerwca MLS ogłosiło, że format pod-turniej nazwany „MLS is Back Tournament”, który rozpoczął się 8 lipca w ESPN Wide World of Sports Complex w Walt Disney World, a zakończył się 11 sierpnia. Turniej ostatecznie wygrała drużyna Portland Timbers, która w rezultacie zajęła miejsce w Lidze Mistrzów CONCACAF 2021. Sezon zasadniczy został później wznowiony dzień po zakończeniu turnieju i zakończył się 8 listopada. Playoffy rozpoczęły się 20 listopada 2020 r., a ich finał został rozgrywany 12 grudnia.
W sezonie 2020 dołączyły dwa kluby, Inter Miami CF i Nashville SC, które powiększyły Major League Soccer do łącznie 26 drużyn. Nashville SC został początkowo umieszczony w Konferencji Zachodniej, dla równowagi drużyn 13-13, mimo że Nashville znajduje się na wschód od najbardziej wysuniętego na zachód zespołu Konferencji Zachodniej, Chicago Fire. Jednak po turnieju MLS Is Back, trudności z COVID-19 doprowadziły do ograniczenia przez MLS drużyn do meczów z drużynami w pobliżu geograficznej, w wyniku czego Nashville zostało przeniesione na konferencję wschodnią ze względu na położenie geograficzne. Doprowadziło to do braku równowagi, z 14 zespołami w Konferencji Wschodniej i 12 w Konferencji Zachodniej. Przed pandemią COVID-19 ten sezon był planowany jako pierwszy sezon MLS, w którym każda drużyna nie grała z każdą inną drużyną przynajmniej raz, ale z powodu pandemii harmonogram został mocno zmodyfikowany i większość drużyn grała tylko z innymi drużynami. zespoły w regionalnej bańce geograficznej. W sezonie zasadniczym około września i pod koniec sezonu ograniczenia transgraniczne COVID-19 nałożone przez rząd kanadyjski zmusiły kanadyjskie zespoły MLS do rozgrywania meczów u siebie w Stanach Zjednoczonych.
Seattle Sounders FC była broniącą tytułu mistrza MLS, podczas gdy Los Angeles FC była broniącą tytuł najlepszej drużyny sezonu zasadniczego.
Philadelphia Union po raz pierwszy było najlepsze w sezonie zasadniczym ze zdobytymi 72 punktami w jednym sezonie MLS, a Columbus Crew zdobyło drugie mistrzostwo MLS.

## Uczestnicy
| Konferencja Zachodnia  | Konferencja Zachodnia      | Konferencja Zachodnia |
| Drużyna                | Stadion                    | Pojemność             |
| ---------------------- | -------------------------- | --------------------- |
| Colorado Rapids        | Dick's Sporting Goods Park | 18,061                |
| FC Dallas              | Toyota Stadium             | 20,500                |
| Houston Dynamo         | BBVA Stadium               | 22,039                |
| LA Galaxy              | Dignity Health Sports Park | 27,000                |
| Los Angeles FC         | Banc of California Stadium | 22,000                |
| Minnesota United FC    | Allianz Field              | 19,400                |
| Portland Timbers       | Providence Park            | 25,218                |
| Real Salt Lake         | Rio Tinto Stadium          | 20,213                |
| San Jose Earthquakes   | Earthquakes Stadium        | 18,000                |
| Seattle Sounders FC    | Lumen Field                | 39,419                |
| Sporting Kansas City   | Children's Mercy Park      | 18,467                |
| Vancouver Whitecaps FC | BC Place                   | 22,120                |
| Vancouver Whitecaps FC | Providence Park            | 25,218                |

| Konferencja Wschodnia  | Konferencja Wschodnia   | Konferencja Wschodnia |
| Drużyna                | Stadion                 | Pojemność             |
| ---------------------- | ----------------------- | --------------------- |
| Atlanta United FC      | Mercedes-Benz Stadium   | 71,000                |
| Chicago Fire           | Soldier Field           | 24,955                |
| FC Cincinnati          | Nippert Stadium         | 32,250                |
| Columbus Crew          | Mapfre Stadium          | 19,968                |
| D.C. United            | Audi Field              | 20,000                |
| Inter Miami CF         | Inter Miami CF Stadium  | 18,000                |
| Montreal Impact        | Saputo Stadium          | 19,619                |
| Montreal Impact        | Red Bull Arena          | 25,000                |
| Nashville SC           | Nissan Stadium          | 60,000                |
| New England Revolution | Gillette Stadium        | 20,000                |
| New York City FC       | Yankee Stadium          | 28,743                |
| New York City FC       | Red Bull Arena          | 25,000                |
| New York Red Bulls     | Red Bull Arena          | 25,000                |
| Orlando City SC        | Exploria Stadium        | 25,500                |
| Philadelphia Union     | Subaru Park             | 18,500                |
| Toronto FC             | BMO Field               | 28,351                |
| Toronto FC             | Pratt & Whitney Stadium | 38,066                |

W okresie między sezonami 2019 i 2020 zmieniono nazwy dwóch stadionów:
- Avaya Stadium, stadion San Jose Earthquakes, został przemianowany na Earthquakes Stadium 11 stycznia 2020 r. Zespół nie był w stanie znaleźć nowego partnera do nazwy po tym, jak pierwotny sponsor stadionu Avaya złożył wniosek o upadłość[3].
- Talen Energy Stadium, stadion Philadelphia Union, został przemianowany na Subaru Park w dniu 18 lutego 2020 r. Umowa praw do nazwy z 2010 r. z PPL, która została odziedziczona w 2015 r. przez pod-markę PPL Talen Energy, wygasła po sezonie 2019, a Subaru America, amerykańska filia japońskiego producenta samochodów Subaru, została ogłoszona nowym partnerem 18 lutego 2020 r.[4]
- CenturyLink Field, stadion Seattle Sounders FC, została przemianowana na Lumen Field 19 listopada 2020 r. Firma telekomunikacyjna zmieniła nazwę z CenturyLink na Lumen Technologies we wrześniu ubiegłego roku.

Zespół Nashville SC rozpoczął sezon w Konferencji Zachodniej MLS. W ramach ogłoszenia MLS is Back Tournament, MLS potwierdziło, że tylko na jeden sezon Nashville przeniesie się do Konferencji Wschodniej MLS, która w ten sposób rozszerzyła się do 14 drużyn w sezonie, a Konferencja Zachodnia została zmniejszona do 12. Z powodu ograniczeń dotyczących podróży między USA a Kanadą trzy kanadyjskie drużyny zostały przeniesione na tymczasowe stadiony w Stanach Zjednoczonych od 20 września.

## Sezon zasadniczy

### Format
Sezon zasadniczy 2020 rozpoczął się 29 lutego 2020 r., a pierwotnie planowano zakończyć 4 października 2020 r. Liga była pierwotnie podzielona na dwie konferencje z 13 drużynami, z których każda rozgrywała 34 mecze z 17 meczami u siebie i na wyjeździe. Każda drużyna grała ze swoimi przeciwnikami wewnątrz konferencji dwa razy – raz u siebie i raz na wyjeździe, w sumie 24 mecze – i jeden mecz z 10 członkami przeciwnej konferencji. Sezon 2020 był pierwszym sezonem MLS, w którym każda drużyna nie grała z każdą inną drużyną przynajmniej raz.
MLS is Back Tournament wprowadził trzy mecze w sezonie zasadniczym w fazie grupowej i fazie pucharowej, które nie wliczały się do klasyfikacji w sezonie zasadniczym. Po turnieju, w „pierwszej fazie” wznowienia regularnego harmonogramu, drużyny grały na swoich rodzimych stadionach przeciwko tylko przeciwnikom konferencyjnym przez sześć meczów z zamiarem zakończenia 23-meczowego sezonu. Niektórym drużynom pozwolono grać przed ograniczoną publicznością. Wyjątkiem w pierwszej fazie było to, że kanadyjskie kluby rozegrają między sobą sześć meczów z powodu zakazu podróży do Stanów Zjednoczonych oraz że FC Dallas i Nashville SC rozegrają między sobą dodatkowe trzy mecze, aby zrekompensować fakt, że nie mogli zagrać w MLS is Back Tournament.
11 września liga ogłosiła „drugi etap” restartu z trzema kolejnymi meczami dla każdej drużyny. W tej fazie drużyny kanadyjskie i amerykańskie ponownie grały ze sobą, ale tylko we własnej bańce geograficznej. Ta faza obejmowała dwa mecze wyjazdowe i jeden (wyznaczony u siebie) mecz na neutralnym miejscu dla każdej z kanadyjskich drużyn organizującymi mecze odpowiednio w Portland, Harrison i Hartford.
17 października, po decyzji ISC (Niezależnej Rady Kibiców), ogłoszono, że Tarcza Kibiców nie zostanie przyznana najlepszej drużynie sezonu zasadniczego w 2020 roku. W oficjalnym komunikacie Fundacja Tarcza Kibiców stwierdziła: "Po wielu rozważaniach i dyskusjach Fundacja Tarcza Kibica postanowiła zrezygnować z przyznania Tarczy Kibica za sezon 2020. Nie jest to łatwa decyzja. Wobec niemożności obecności kibiców i zapełnienia z pasją swoich stadionów, jednak czujemy, że obecny klimat jest sprzeczny z duchem Tarczy.” Jednak po reakcji członków społeczności MLS, 23 października fundacja zmieniła decyzję i przywróciła Tarczę.
29 października liga ogłosiła, że ostateczna klasyfikacja w sezonie zasadniczym i kwalifikacja do play-offów będą określane na podstawie punktów na mecz, a nie punktów ogólnych. Było to spowodowane tym, że osiem klubów MLS, wszystkie z Konferencji Zachodniej, nie było w stanie rozegrać na czas wszystkich zaplanowanych 23 meczów w sezonie zasadniczym z powodu pandemii COVID-19. Siedem przełożonych meczów zostało całkowicie odwołanych, aby playoffy mogły rozpocząć się w zaplanowanym terminie.
Sezon zasadniczy zakończył się 8 listopada, po którym 20 listopada rozpoczęły się play-offy z 18 drużynami, które zakończyły się 12 grudnia finałem. Osiem drużyn z Konferencji Zachodniej i sześć drużyn z Konferencji Wschodniej automatycznie zakwalifikowało się do play-offów; drużyny kończące na pozycjach 7-10 w Konferencji Wschodniej rywalizowały w rundzie play-in o dwa ostatnie miejsca play-off pierwszej rundy.

### Konferencja Zachodnia
| Lp. | Drużyna                | M  | Z  | P  | T | B+ | B- | +/– | Pkt | PktM | Kwalifikacja          |
| --- | ---------------------- | -- | -- | -- | - | -- | -- | --- | --- | ---- | --------------------- |
| 1   | Sporting Kansas City   | 21 | 12 | 6  | 3 | 38 | 25 | +13 | 39  | 1,86 | Play-off - 1/8 finału |
| 2   | Seattle Sounders FC    | 22 | 11 | 5  | 6 | 44 | 23 | +21 | 39  | 1,77 | Play-off - 1/8 finału |
| 3   | Portland Timbers       | 23 | 11 | 6  | 6 | 46 | 35 | +11 | 39  | 1,70 | Play-off - 1/8 finału |
| 4   | Minnesota United FC    | 21 | 9  | 5  | 7 | 36 | 26 | +10 | 34  | 1,62 | Play-off - 1/8 finału |
| 5   | Colorado Rapids        | 18 | 8  | 6  | 4 | 32 | 28 | +4  | 28  | 1,56 | Play-off - 1/8 finału |
| 6   | FC Dallas              | 22 | 9  | 6  | 7 | 28 | 24 | +4  | 34  | 1,55 | Play-off - 1/8 finału |
| 7   | Los Angeles FC         | 22 | 9  | 8  | 5 | 47 | 39 | +8  | 32  | 1,45 | Play-off - 1/8 finału |
| 8   | San Jose Earthquakes   | 23 | 8  | 9  | 6 | 35 | 51 | −16 | 30  | 1,30 | Play-off - 1/8 finału |
| 9   | Vancouver Whitecaps FC | 23 | 9  | 14 | 0 | 27 | 44 | −17 | 27  | 1,17 |                       |
| 10  | Los Angeles Galaxy     | 22 | 6  | 12 | 4 | 27 | 46 | −19 | 22  | 1,00 |                       |
| 11  | Real Salt Lake         | 22 | 5  | 10 | 7 | 25 | 35 | −10 | 22  | 1,00 |                       |
| 12  | Houston Dynamo         | 23 | 4  | 10 | 9 | 30 | 40 | −10 | 21  | 0,91 |                       |

### Konferencja Wschodnia
| Lp. | Drużyna                | M  | Z  | P  | T | B+ | B- | +/– | Pkt | PktM | Kwalifikacja           |
| --- | ---------------------- | -- | -- | -- | - | -- | -- | --- | --- | ---- | ---------------------- |
| 1   | Philadelphia Union     | 23 | 14 | 4  | 5 | 44 | 20 | +24 | 47  | 2,04 | Play-off - 1/8 finału  |
| 2   | Toronto FC             | 23 | 13 | 5  | 5 | 33 | 26 | +7  | 44  | 1,91 | Play-off - 1/8 finału  |
| 3   | Columbus Crew (C)      | 23 | 12 | 6  | 5 | 36 | 21 | +15 | 41  | 1,78 | Play-off - 1/8 finału  |
| 4   | Orlando City SC        | 23 | 11 | 4  | 8 | 40 | 25 | +15 | 41  | 1,78 | Play-off - 1/8 finału  |
| 5   | New York City FC       | 23 | 12 | 8  | 3 | 37 | 25 | +12 | 39  | 1,70 | Play-off - 1/8 finału  |
| 6   | New York Red Bulls     | 23 | 9  | 9  | 5 | 29 | 31 | −2  | 32  | 1,39 | Play-off - 1/8 finału  |
| 7   | Nashville SC           | 23 | 8  | 7  | 8 | 24 | 22 | +2  | 32  | 1,39 | Play-off - 1/16 finału |
| 8   | New England Revolution | 23 | 8  | 7  | 8 | 26 | 25 | +1  | 32  | 1,39 | Play-off - 1/16 finału |
| 9   | Montreal Impact        | 23 | 8  | 13 | 2 | 33 | 43 | −10 | 26  | 1,13 | Play-off - 1/16 finału |
| 10  | Inter Miami CF         | 23 | 7  | 13 | 3 | 25 | 35 | −10 | 24  | 1,04 | Play-off - 1/16 finału |
| 11  | Chicago Fire           | 23 | 5  | 10 | 8 | 33 | 39 | −6  | 23  | 1,00 |                        |
| 12  | Atlanta United FC      | 23 | 6  | 13 | 4 | 23 | 30 | −7  | 22  | 0,96 |                        |
| 13  | D.C. United            | 23 | 5  | 12 | 6 | 25 | 41 | −16 | 21  | 0,91 |                        |
| 14  | FC Cincinnati          | 23 | 4  | 15 | 4 | 12 | 36 | −24 | 16  | 0,70 |                        |

### Tabela ogólna
Pierwsza drużyna w tej tabeli wygrywa Tarczę Kibiców.
| Lp. | Drużyna                | M  | Z  | P  | T | B+ | B- | +/– | Pkt | PktM | Kwalifikacja                  |
| --- | ---------------------- | -- | -- | -- | - | -- | -- | --- | --- | ---- | ----------------------------- |
| 1   | Philadelphia Union     | 23 | 14 | 4  | 5 | 44 | 20 | +24 | 47  | 2,04 | Liga Mistrzów CONCACAF (2021) |
| 2   | Toronto FC             | 23 | 13 | 5  | 5 | 33 | 26 | +7  | 44  | 1,91 | Liga Mistrzów CONCACAF (2021) |
| 3   | Sporting Kansas City   | 21 | 12 | 6  | 3 | 38 | 25 | +13 | 39  | 1,86 | Leagues Cups (2021)           |
| 4   | Columbus Crew          | 23 | 12 | 6  | 5 | 36 | 21 | +15 | 41  | 1,78 | Liga Mistrzów CONCACAF (2021) |
| 5   | Orlando City SC        | 23 | 11 | 4  | 8 | 40 | 25 | +15 | 41  | 1,78 | Leagues Cups (2021)           |
| 6   | Seattle Sounders FC    | 22 | 11 | 5  | 6 | 44 | 23 | +21 | 39  | 1,77 | Leagues Cups (2021)           |
| 7   | New York City FC       | 23 | 12 | 8  | 3 | 37 | 25 | +12 | 39  | 1,70 | Leagues Cups (2021)           |
| 8   | Portland Timbers (M)   | 23 | 11 | 6  | 6 | 46 | 35 | +11 | 39  | 1,70 | Liga Mistrzów CONCACAF (2021) |
| 9   | Minnesota United FC    | 21 | 9  | 5  | 7 | 36 | 26 | +10 | 34  | 1,62 |                               |
| 10  | Colorado Rapids        | 18 | 8  | 6  | 4 | 32 | 28 | +4  | 28  | 1,56 |                               |
| 11  | FC Dallas              | 22 | 9  | 6  | 7 | 28 | 24 | +4  | 34  | 1,55 |                               |
| 12  | Los Angeles FC         | 22 | 9  | 8  | 5 | 47 | 39 | +8  | 32  | 1,45 |                               |
| 13  | New York Red Bulls     | 23 | 9  | 9  | 5 | 29 | 31 | −2  | 32  | 1,39 |                               |
| 14  | Nashville SC           | 23 | 8  | 7  | 8 | 24 | 22 | +2  | 32  | 1,39 |                               |
| 15  | New England Revolution | 23 | 8  | 7  | 8 | 26 | 25 | +1  | 32  | 1,39 |                               |
| 16  | San Jose Earthquakes   | 23 | 8  | 9  | 6 | 35 | 51 | −16 | 30  | 1,30 |                               |
| 17  | Vancouver Whitecaps FC | 23 | 9  | 14 | 0 | 27 | 44 | −17 | 27  | 1,17 |                               |
| 18  | Montreal Impact        | 23 | 8  | 13 | 2 | 33 | 43 | −10 | 26  | 1,13 |                               |
| 19  | Inter Miami CF         | 23 | 7  | 13 | 3 | 25 | 35 | −10 | 24  | 1,04 |                               |
| 20  | Los Angeles Galaxy     | 22 | 6  | 12 | 4 | 27 | 46 | −19 | 22  | 1,00 |                               |
| 21  | Real Salt Lake         | 22 | 5  | 10 | 7 | 25 | 35 | −10 | 22  | 1,00 |                               |
| 22  | Chicago Fire           | 23 | 5  | 10 | 8 | 33 | 39 | −6  | 23  | 1,00 |                               |
| 23  | Atlanta United FC      | 23 | 6  | 13 | 4 | 23 | 30 | −7  | 22  | 0,96 | Liga Mistrzów CONCACAF (2021) |
| 24  | D.C. United            | 23 | 5  | 12 | 6 | 25 | 41 | −16 | 21  | 0,91 |                               |
| 25  | Houston Dynamo         | 23 | 4  | 10 | 9 | 30 | 40 | −10 | 21  | 0,91 |                               |
| 26  | FC Cincinnati          | 23 | 4  | 15 | 4 | 12 | 36 | −24 | 16  | 0,70 |                               |

1. ↑  Jako zwycięzca sezonu zasadniczego (USA2)
2. ↑  Jako finalista Canadian Championship (2020) (przyznawane przez Canada Soccer) (CAN1)
3. ↑  Jako mistrz MLS (USA1)
4. ↑  Jako zwycięzca MLS is Back Tournament (USA3)
5. ↑  Jako zwycięzca U.S. Open Cup (2019) champions (USA4)

### Wyniki
| Legenda: u siebie na wyjeździe na neutralnym stadionie zwycięstwo porażka remis odwołany | Legenda: u siebie na wyjeździe na neutralnym stadionie zwycięstwo porażka remis odwołany | Legenda: u siebie na wyjeździe na neutralnym stadionie zwycięstwo porażka remis odwołany | Legenda: u siebie na wyjeździe na neutralnym stadionie zwycięstwo porażka remis odwołany | Legenda: u siebie na wyjeździe na neutralnym stadionie zwycięstwo porażka remis odwołany | Legenda: u siebie na wyjeździe na neutralnym stadionie zwycięstwo porażka remis odwołany | Legenda: u siebie na wyjeździe na neutralnym stadionie zwycięstwo porażka remis odwołany | Legenda: u siebie na wyjeździe na neutralnym stadionie zwycięstwo porażka remis odwołany | Legenda: u siebie na wyjeździe na neutralnym stadionie zwycięstwo porażka remis odwołany | Legenda: u siebie na wyjeździe na neutralnym stadionie zwycięstwo porażka remis odwołany | Legenda: u siebie na wyjeździe na neutralnym stadionie zwycięstwo porażka remis odwołany | Legenda: u siebie na wyjeździe na neutralnym stadionie zwycięstwo porażka remis odwołany | Legenda: u siebie na wyjeździe na neutralnym stadionie zwycięstwo porażka remis odwołany | Legenda: u siebie na wyjeździe na neutralnym stadionie zwycięstwo porażka remis odwołany | Legenda: u siebie na wyjeździe na neutralnym stadionie zwycięstwo porażka remis odwołany | Legenda: u siebie na wyjeździe na neutralnym stadionie zwycięstwo porażka remis odwołany | Legenda: u siebie na wyjeździe na neutralnym stadionie zwycięstwo porażka remis odwołany | Legenda: u siebie na wyjeździe na neutralnym stadionie zwycięstwo porażka remis odwołany | Legenda: u siebie na wyjeździe na neutralnym stadionie zwycięstwo porażka remis odwołany | Legenda: u siebie na wyjeździe na neutralnym stadionie zwycięstwo porażka remis odwołany | Legenda: u siebie na wyjeździe na neutralnym stadionie zwycięstwo porażka remis odwołany | Legenda: u siebie na wyjeździe na neutralnym stadionie zwycięstwo porażka remis odwołany | Legenda: u siebie na wyjeździe na neutralnym stadionie zwycięstwo porażka remis odwołany | Legenda: u siebie na wyjeździe na neutralnym stadionie zwycięstwo porażka remis odwołany | Legenda: u siebie na wyjeździe na neutralnym stadionie zwycięstwo porażka remis odwołany |
| Club                                                                                     | Match                                                                                    | Match                                                                                    | Match                                                                                    | Match                                                                                    | Match                                                                                    | Match                                                                                    | Match                                                                                    | Match                                                                                    | Match                                                                                    | Match                                                                                    | Match                                                                                    | Match                                                                                    | Match                                                                                    | Match                                                                                    | Match                                                                                    | Match                                                                                    | Match                                                                                    | Match                                                                                    | Match                                                                                    | Match                                                                                    | Match                                                                                    | Match                                                                                    | Match                                                                                    | Match                                                                                    |
| Club                                                                                     | 1                                                                                        | 2                                                                                        | 3                                                                                        | 4                                                                                        | 5                                                                                        | 6                                                                                        | 7                                                                                        | 8                                                                                        | 9                                                                                        | 10                                                                                       | 11                                                                                       | 12                                                                                       | 13                                                                                       | 14                                                                                       | 15                                                                                       | 16                                                                                       | 17                                                                                       | 18                                                                                       | 19                                                                                       | 20                                                                                       | 21                                                                                       | 22                                                                                       | 23                                                                                       |                                                                                          |
| ---------------------------------------------------------------------------------------- | ---------------------------------------------------------------------------------------- | ---------------------------------------------------------------------------------------- | ---------------------------------------------------------------------------------------- | ---------------------------------------------------------------------------------------- | ---------------------------------------------------------------------------------------- | ---------------------------------------------------------------------------------------- | ---------------------------------------------------------------------------------------- | ---------------------------------------------------------------------------------------- | ---------------------------------------------------------------------------------------- | ---------------------------------------------------------------------------------------- | ---------------------------------------------------------------------------------------- | ---------------------------------------------------------------------------------------- | ---------------------------------------------------------------------------------------- | ---------------------------------------------------------------------------------------- | ---------------------------------------------------------------------------------------- | ---------------------------------------------------------------------------------------- | ---------------------------------------------------------------------------------------- | ---------------------------------------------------------------------------------------- | ---------------------------------------------------------------------------------------- | ---------------------------------------------------------------------------------------- | ---------------------------------------------------------------------------------------- | ---------------------------------------------------------------------------------------- | ---------------------------------------------------------------------------------------- | ---------------------------------------------------------------------------------------- |
| Atlanta United FC (ATL)                                                                  | NSH                                                                                      | CIN                                                                                      | NY                                                                                       | CIN                                                                                      | CLB                                                                                      | NSH                                                                                      | ORL                                                                                      | MIA                                                                                      | ORL                                                                                      | MIA                                                                                      | NSH                                                                                      | MIA                                                                                      | DAL                                                                                      | CHI                                                                                      | DC                                                                                       | ORL                                                                                      | NY                                                                                       | MIA                                                                                      | TOR                                                                                      | DC                                                                                       | ORL                                                                                      | CIN                                                                                      | CLB                                                                                      |                                                                                          |
| Atlanta United FC (ATL)                                                                  | 2–1                                                                                      | 2–1                                                                                      | 0–1                                                                                      | 0–1                                                                                      | 0–1                                                                                      | 2–0                                                                                      | 1–3                                                                                      | 0–0                                                                                      | 1–1                                                                                      | 1–2                                                                                      | 2–4                                                                                      | 1–2                                                                                      | 1–0                                                                                      | 0–2                                                                                      | 4–0                                                                                      | 0–0                                                                                      | 0–1                                                                                      | 1–1                                                                                      | 0–1                                                                                      | 1–2                                                                                      | 1–4                                                                                      | 2–0                                                                                      | 1–2                                                                                      |                                                                                          |
| Chicago Fire (CHI)                                                                       | SEA                                                                                      | NE                                                                                       | SEA                                                                                      | SJ                                                                                       | VAN                                                                                      | CLB                                                                                      | CIN                                                                                      | NYC                                                                                      | CIN                                                                                      | NE                                                                                       | CLB                                                                                      | ORL                                                                                      | HOU                                                                                      | ATL                                                                                      | MTL                                                                                      | SKC                                                                                      | DC                                                                                       | SKC                                                                                      | NY                                                                                       | PHI                                                                                      | NSH                                                                                      | MIN                                                                                      | NYC                                                                                      |                                                                                          |
| Chicago Fire (CHI)                                                                       | 1–2                                                                                      | 1–1                                                                                      | 2–1                                                                                      | 0–2                                                                                      | 0–2                                                                                      | 0–3                                                                                      | 3–0                                                                                      | 1–3                                                                                      | 0–0                                                                                      | 1–2                                                                                      | 2–2                                                                                      | 1–4                                                                                      | 4–0                                                                                      | 2–0                                                                                      | 2–2                                                                                      | 0–1                                                                                      | 2–1                                                                                      | 2–2                                                                                      | 2–2                                                                                      | 1–2                                                                                      | 1–1                                                                                      | 2–2                                                                                      | 3–4                                                                                      |                                                                                          |
| FC Cincinnati (CIN)                                                                      | NY                                                                                       | ATL                                                                                      | CLB                                                                                      | ATL                                                                                      | NY                                                                                       | DC                                                                                       | CHI                                                                                      | CLB                                                                                      | CHI                                                                                      | CLB                                                                                      | NYC                                                                                      | NY                                                                                       | PHI                                                                                      | NYC                                                                                      | MIN                                                                                      | PHI                                                                                      | TOR                                                                                      | CLB                                                                                      | DC                                                                                       | MIN                                                                                      | SKC                                                                                      | ATL                                                                                      | MIA                                                                                      |                                                                                          |
| FC Cincinnati (CIN)                                                                      | 2–3                                                                                      | 1–2                                                                                      | 0–4                                                                                      | 1–0                                                                                      | 2–0                                                                                      | 0–0                                                                                      | 0–3                                                                                      | 0–0                                                                                      | 0–0                                                                                      | 0–3                                                                                      | 1–2                                                                                      | 1–0                                                                                      | 0–0                                                                                      | 0–4                                                                                      | 0–2                                                                                      | 0–3                                                                                      | 0–1                                                                                      | 2–1                                                                                      | 1–2                                                                                      | 0–1                                                                                      | 0–1                                                                                      | 0–2                                                                                      | 1–2                                                                                      |                                                                                          |
| Colorado Rapids (COL)                                                                    | DC                                                                                       | ORL                                                                                      | RSL                                                                                      | SKC                                                                                      | MIN                                                                                      | RSL                                                                                      | SKC                                                                                      | SJ                                                                                       | HOU                                                                                      | RSL                                                                                      | DAL                                                                                      | LA                                                                                       | SJ                                                                                       | LFC                                                                                      | LA                                                                                       | SEA                                                                                      | RSL                                                                                      | SKC                                                                                      | SKC                                                                                      | MIN                                                                                      | SEA                                                                                      | POR                                                                                      | HOU                                                                                      |                                                                                          |
| Colorado Rapids (COL)                                                                    | 2–1                                                                                      | 2–1                                                                                      | 0–2                                                                                      | 2–3                                                                                      | 2–2                                                                                      | 1–4                                                                                      | 1–1                                                                                      | 1–1                                                                                      | 1–1                                                                                      | 5–0                                                                                      | 1–4                                                                                      | 2–0                                                                                      | 5–0                                                                                      | CAN                                                                                      | CAN                                                                                      | CAN                                                                                      | CAN                                                                                      | CAN                                                                                      | 0–4                                                                                      | 1–2                                                                                      | 3–1                                                                                      | 1–0                                                                                      | 2–1                                                                                      |                                                                                          |
| Columbus Crew (CLB)                                                                      | NYC                                                                                      | SEA                                                                                      | CIN                                                                                      | NY                                                                                       | ATL                                                                                      | CHI                                                                                      | NYC                                                                                      | CIN                                                                                      | PHI                                                                                      | CIN                                                                                      | CHI                                                                                      | NSH                                                                                      | MIN                                                                                      | TOR                                                                                      | DAL                                                                                      | MTL                                                                                      | CIN                                                                                      | NYC                                                                                      | HOU                                                                                      | DC                                                                                       | PHI                                                                                      | ORL                                                                                      | ATL                                                                                      |                                                                                          |
| Columbus Crew (CLB)                                                                      | 1–0                                                                                      | 1–1                                                                                      | 4–0                                                                                      | 2–0                                                                                      | 1–0                                                                                      | 3–0                                                                                      | 0–1                                                                                      | 0–0                                                                                      | 1–0                                                                                      | 3–0                                                                                      | 2–2                                                                                      | 2–0                                                                                      | 2–1                                                                                      | 1–3                                                                                      | 2–2                                                                                      | 1–2                                                                                      | 1–2                                                                                      | 3–1                                                                                      | 1–1                                                                                      | 0–1                                                                                      | 2–1                                                                                      | 1–2                                                                                      | 2–1                                                                                      |                                                                                          |
| FC Dallas (DAL)                                                                          | PHI                                                                                      | MTL                                                                                      | NSH                                                                                      | NSH                                                                                      | HOU                                                                                      | MIN                                                                                      | SKC                                                                                      | MIN                                                                                      | HOU                                                                                      | COL                                                                                      | SKC                                                                                      | ATL                                                                                      | ORL                                                                                      | CLB                                                                                      | HOU                                                                                      | MIN                                                                                      | SKC                                                                                      | NSH                                                                                      | RSL                                                                                      | MIA                                                                                      | HOU                                                                                      | NSH                                                                                      | MIN                                                                                      |                                                                                          |
| FC Dallas (DAL)                                                                          | 2–0                                                                                      | 2–2                                                                                      | 0–1                                                                                      | 0–0                                                                                      | 0–0                                                                                      | 3–1                                                                                      | 1–1                                                                                      | 2–3                                                                                      | 2–1                                                                                      | 4–1                                                                                      | 3–2                                                                                      | 0–1                                                                                      | 0–0                                                                                      | 2–2                                                                                      | 0–2                                                                                      | CAN                                                                                      | 1–0                                                                                      | 0–3                                                                                      | 0–0                                                                                      | 2–1                                                                                      | 3–0                                                                                      | 1–0                                                                                      | 0–3                                                                                      |                                                                                          |
| D.C. United (DC)                                                                         | COL                                                                                      | MIA                                                                                      | TOR                                                                                      | NE                                                                                       | MTL                                                                                      | CIN                                                                                      | NE                                                                                       | PHI                                                                                      | NY                                                                                       | NYC                                                                                      | NY                                                                                       | TOR                                                                                      | NSH                                                                                      | NE                                                                                       | ATL                                                                                      | NYC                                                                                      | CHI                                                                                      | PHI                                                                                      | CIN                                                                                      | ATL                                                                                      | CLB                                                                                      | NE                                                                                       | MTL                                                                                      |                                                                                          |
| D.C. United (DC)                                                                         | 1–2                                                                                      | 2–1                                                                                      | 2–2                                                                                      | 1–1                                                                                      | 0–1                                                                                      | 0–0                                                                                      | 1–2                                                                                      | 1–4                                                                                      | 1–0                                                                                      | 0–0                                                                                      | 0–2                                                                                      | 2–2                                                                                      | 0–1                                                                                      | 0–2                                                                                      | 0–4                                                                                      | 1–4                                                                                      | 1–2                                                                                      | 2–2                                                                                      | 2–1                                                                                      | 2–1                                                                                      | 1–0                                                                                      | 3–4                                                                                      | 2–3                                                                                      |                                                                                          |
| Houston Dynamo (HOU)                                                                     | LA                                                                                       | SKC                                                                                      | LFC                                                                                      | POR                                                                                      | LA                                                                                       | DAL                                                                                      | SKC                                                                                      | MIN                                                                                      | SKC                                                                                      | COL                                                                                      | DAL                                                                                      | MIN                                                                                      | CHI                                                                                      | NSH                                                                                      | SKC                                                                                      | DAL                                                                                      | MIA                                                                                      | NSH                                                                                      | MIN                                                                                      | CLB                                                                                      | LFC                                                                                      | DAL                                                                                      | COL                                                                                      |                                                                                          |
| Houston Dynamo (HOU)                                                                     | 1–1                                                                                      | 0–4                                                                                      | 3–3                                                                                      | 1–2                                                                                      | 1–1                                                                                      | 0–0                                                                                      | 5–2                                                                                      | 3–0                                                                                      | 2–1                                                                                      | 1–1                                                                                      | 1–2                                                                                      | 2–2                                                                                      | 0–4                                                                                      | 1–1                                                                                      | 1–2                                                                                      | 2–0                                                                                      | 0–1                                                                                      | 1–3                                                                                      | 2–2                                                                                      | 1–1                                                                                      | 1–2                                                                                      | 0–3                                                                                      | 1–2                                                                                      |                                                                                          |
| Los Angeles FC (LFC)                                                                     | MIA                                                                                      | PHI                                                                                      | HOU                                                                                      | LA                                                                                       | POR                                                                                      | LA                                                                                       | SEA                                                                                      | SJ                                                                                       | LA                                                                                       | RSL                                                                                      | POR                                                                                      | SEA                                                                                      | VAN                                                                                      | SJ                                                                                       | RSL                                                                                      | COL                                                                                      | SEA                                                                                      | VAN                                                                                      | POR                                                                                      | LA                                                                                       | HOU                                                                                      | SJ                                                                                       | POR                                                                                      |                                                                                          |
| Los Angeles FC (LFC)                                                                     | 1–0                                                                                      | 3–3                                                                                      | 3–3                                                                                      | 6–2                                                                                      | 2–2                                                                                      | 0–2                                                                                      | 1–3                                                                                      | 5–1                                                                                      | 0–3                                                                                      | 0–3                                                                                      | 4–2                                                                                      | 0–3                                                                                      | 6–0                                                                                      | 1–2                                                                                      | 3–1                                                                                      | CAN                                                                                      | 3–1                                                                                      | 1–2                                                                                      | 1–1                                                                                      | 2–0                                                                                      | 2–1                                                                                      | 2–3                                                                                      | 1–1                                                                                      |                                                                                          |
| LA Galaxy (LA)                                                                           | HOU                                                                                      | VAN                                                                                      | POR                                                                                      | LFC                                                                                      | HOU                                                                                      | LFC                                                                                      | SJ                                                                                       | POR                                                                                      | LFC                                                                                      | SJ                                                                                       | COL                                                                                      | RSL                                                                                      | SEA                                                                                      | SJ                                                                                       | POR                                                                                      | COL                                                                                      | SJ                                                                                       | VAN                                                                                      | LFC                                                                                      | POR                                                                                      | RSL                                                                                      | SEA                                                                                      | VAN                                                                                      |                                                                                          |
| LA Galaxy (LA)                                                                           | 1–1                                                                                      | 0–1                                                                                      | 1–2                                                                                      | 2–6                                                                                      | 1–1                                                                                      | 2–0                                                                                      | 3–2                                                                                      | 3–2                                                                                      | 3–0                                                                                      | 0–0                                                                                      | 0–2                                                                                      | 0–2                                                                                      | 1–3                                                                                      | 1–2                                                                                      | 3–6                                                                                      | CAN                                                                                      | 0–4                                                                                      | 1–0                                                                                      | 0–2                                                                                      | 2–5                                                                                      | 2–1                                                                                      | 1–1                                                                                      | 0–3                                                                                      |                                                                                          |
| Inter Miami CF (MIA)                                                                     | LFC                                                                                      | DC                                                                                       | ORL                                                                                      | PHI                                                                                      | NYC                                                                                      | ORL                                                                                      | NSH                                                                                      | ATL                                                                                      | NSH                                                                                      | ATL                                                                                      | ORL                                                                                      | ATL                                                                                      | NY                                                                                       | PHI                                                                                      | NYC                                                                                      | NY                                                                                       | HOU                                                                                      | ATL                                                                                      | MTL                                                                                      | ORL                                                                                      | DAL                                                                                      | TOR                                                                                      | CIN                                                                                      |                                                                                          |
| Inter Miami CF (MIA)                                                                     | 0–1                                                                                      | 1–2                                                                                      | 1–2                                                                                      | 1–2                                                                                      | 0–1                                                                                      | 3–2                                                                                      | 0–1                                                                                      | 0–0                                                                                      | 0–0                                                                                      | 2–1                                                                                      | 1–2                                                                                      | 2–1                                                                                      | 1–4                                                                                      | 0–3                                                                                      | 2–3                                                                                      | 2–1                                                                                      | 1–0                                                                                      | 1–1                                                                                      | 1–2                                                                                      | 2–1                                                                                      | 1–2                                                                                      | 1–2                                                                                      | 2–1                                                                                      |                                                                                          |
| Minnesota United FC (MIN)                                                                | POR                                                                                      | SJ                                                                                       | SKC                                                                                      | RSL                                                                                      | COL                                                                                      | SKC                                                                                      | DAL                                                                                      | HOU                                                                                      | RSL                                                                                      | DAL                                                                                      | SKC                                                                                      | HOU                                                                                      | CLB                                                                                      | RSL                                                                                      | CIN                                                                                      | NSH                                                                                      | DAL                                                                                      | HOU                                                                                      | CIN                                                                                      | COL                                                                                      | SKC                                                                                      | CHI                                                                                      | DAL                                                                                      |                                                                                          |
| Minnesota United FC (MIN)                                                                | 3–1                                                                                      | 5–2                                                                                      | 2–1                                                                                      | 0–0                                                                                      | 2–2                                                                                      | 1–2                                                                                      | 1–3                                                                                      | 0–3                                                                                      | 4–0                                                                                      | 3–2                                                                                      | 0–1                                                                                      | 2–2                                                                                      | 1–2                                                                                      | 0–0                                                                                      | 2–0                                                                                      | 0–0                                                                                      | CAN                                                                                      | 2–2                                                                                      | 1–0                                                                                      | 2–1                                                                                      | CAN                                                                                      | 2–2                                                                                      | 3–0                                                                                      |                                                                                          |
| Montreal Impact (MTL)                                                                    | NE                                                                                       | DAL                                                                                      | NE                                                                                       | TOR                                                                                      | DC                                                                                       | VAN                                                                                      | TOR                                                                                      | TOR                                                                                      | TOR                                                                                      | VAN                                                                                      | VAN                                                                                      | PHI                                                                                      | NE                                                                                       | NY                                                                                       | CHI                                                                                      | CLB                                                                                      | PHI                                                                                      | NE                                                                                       | MIA                                                                                      | NYC                                                                                      | NSH                                                                                      | ORL                                                                                      | DC                                                                                       |                                                                                          |
| Montreal Impact (MTL)                                                                    | 2–1                                                                                      | 2–2                                                                                      | 0–1                                                                                      | 3–4                                                                                      | 1–0                                                                                      | 2–0                                                                                      | 0–1                                                                                      | 1–0                                                                                      | 1–2                                                                                      | 4–2                                                                                      | 1–3                                                                                      | 1–4                                                                                      | 1–3                                                                                      | 1–4                                                                                      | 2–2                                                                                      | 2–1                                                                                      | 1–2                                                                                      | 2–3                                                                                      | 2–1                                                                                      | 1–3                                                                                      | 0–1                                                                                      | 0–1                                                                                      | 3–2                                                                                      |                                                                                          |
| Nashville SC (NSH)                                                                       | ATL                                                                                      | POR                                                                                      | DAL                                                                                      | DAL                                                                                      | ATL                                                                                      | ORL                                                                                      | MIA                                                                                      | ORL                                                                                      | MIA                                                                                      | ATL                                                                                      | CLB                                                                                      | DC                                                                                       | HOU                                                                                      | NE                                                                                       | MIN                                                                                      | SKC                                                                                      | HOU                                                                                      | DAL                                                                                      | NE                                                                                       | MTL                                                                                      | CHI                                                                                      | DAL                                                                                      | ORL                                                                                      |                                                                                          |
| Nashville SC (NSH)                                                                       | 1–2                                                                                      | 0–1                                                                                      | 1–0                                                                                      | 0–0                                                                                      | 0–2                                                                                      | 1–3                                                                                      | 1–0                                                                                      | 1–1                                                                                      | 0–0                                                                                      | 4–2                                                                                      | 0–2                                                                                      | 1–0                                                                                      | 1–1                                                                                      | 0–0                                                                                      | 0–0                                                                                      | 1–2                                                                                      | 3–1                                                                                      | 3–0                                                                                      | 1–1                                                                                      | 1–0                                                                                      | 1–1                                                                                      | 0–1                                                                                      | 3–2                                                                                      |                                                                                          |
| New England Revolution (NE)                                                              | MTL                                                                                      | CHI                                                                                      | MTL                                                                                      | DC                                                                                       | TOR                                                                                      | PHI                                                                                      | DC                                                                                       | NY                                                                                       | NYC                                                                                      | CHI                                                                                      | PHI                                                                                      | NYC                                                                                      | MTL                                                                                      | DC                                                                                       | NSH                                                                                      | TOR                                                                                      | NYC                                                                                      | MTL                                                                                      | PHI                                                                                      | NSH                                                                                      | NY                                                                                       | DC                                                                                       | PHI                                                                                      |                                                                                          |
| New England Revolution (NE)                                                              | 1–2                                                                                      | 1–1                                                                                      | 1–0                                                                                      | 1–1                                                                                      | 0–0                                                                                      | 0–0                                                                                      | 2–1                                                                                      | 1–1                                                                                      | 0–2                                                                                      | 2–1                                                                                      | 1–2                                                                                      | 0–0                                                                                      | 3–1                                                                                      | 2–0                                                                                      | 0–0                                                                                      | 0–1                                                                                      | 2–1                                                                                      | 3–2                                                                                      | 1–2                                                                                      | 1–1                                                                                      | 0–1                                                                                      | 4–3                                                                                      | 0–2                                                                                      |                                                                                          |
| New York City FC (NYC)                                                                   | CLB                                                                                      | TOR                                                                                      | PHI                                                                                      | ORL                                                                                      | MIA                                                                                      | NY                                                                                       | CLB                                                                                      | CHI                                                                                      | NE                                                                                       | DC                                                                                       | CIN                                                                                      | NE                                                                                       | TOR                                                                                      | CIN                                                                                      | MIA                                                                                      | DC                                                                                       | NE                                                                                       | ORL                                                                                      | CLB                                                                                      | MTL                                                                                      | TOR                                                                                      | NY                                                                                       | CHI                                                                                      |                                                                                          |
| New York City FC (NYC)                                                                   | 0–1                                                                                      | 0–1                                                                                      | 0–1                                                                                      | 1–3                                                                                      | 1–0                                                                                      | 0–1                                                                                      | 1–0                                                                                      | 3–1                                                                                      | 2–0                                                                                      | 0–0                                                                                      | 2–1                                                                                      | 0–0                                                                                      | 0–1                                                                                      | 4–0                                                                                      | 3–2                                                                                      | 4–1                                                                                      | 1–2                                                                                      | 1–1                                                                                      | 1–3                                                                                      | 3–1                                                                                      | 1–0                                                                                      | 5−2                                                                                      | 4–3                                                                                      |                                                                                          |
| New York Red Bulls (NY)                                                                  | CIN                                                                                      | RSL                                                                                      | ATL                                                                                      | CLB                                                                                      | CIN                                                                                      | NYC                                                                                      | PHI                                                                                      | NE                                                                                       | DC                                                                                       | PHI                                                                                      | DC                                                                                       | CIN                                                                                      | MIA                                                                                      | MTL                                                                                      | ORL                                                                                      | MIA                                                                                      | ATL                                                                                      | TOR                                                                                      | ORL                                                                                      | CHI                                                                                      | NE                                                                                       | NYC                                                                                      | TOR                                                                                      |                                                                                          |
| New York Red Bulls (NY)                                                                  | 3–2                                                                                      | 1–1                                                                                      | 1–0                                                                                      | 0–2                                                                                      | 0–2                                                                                      | 1–0                                                                                      | 0–1                                                                                      | 1–1                                                                                      | 0–1                                                                                      | 0–3                                                                                      | 2–0                                                                                      | 0–1                                                                                      | 4–1                                                                                      | 4–1                                                                                      | 1–3                                                                                      | 1–2                                                                                      | 1–0                                                                                      | 1–1                                                                                      | 1–1                                                                                      | 2–2                                                                                      | 1–0                                                                                      | 2–5                                                                                      | 2–1                                                                                      |                                                                                          |
| Orlando City SC (ORL)                                                                    | RSL                                                                                      | COL                                                                                      | MIA                                                                                      | NYC                                                                                      | PHI                                                                                      | MIA                                                                                      | NSH                                                                                      | ATL                                                                                      | NSH                                                                                      | ATL                                                                                      | MIA                                                                                      | CHI                                                                                      | SKC                                                                                      | DAL                                                                                      | NY                                                                                       | ATL                                                                                      | NYC                                                                                      | NY                                                                                       | MIA                                                                                      | ATL                                                                                      | MTL                                                                                      | CLB                                                                                      | NSH                                                                                      |                                                                                          |
| Orlando City SC (ORL)                                                                    | 0–0                                                                                      | 1–2                                                                                      | 2–1                                                                                      | 3–1                                                                                      | 1–1                                                                                      | 2–3                                                                                      | 3–1                                                                                      | 3–1                                                                                      | 1–1                                                                                      | 1–1                                                                                      | 2–1                                                                                      | 4–1                                                                                      | 2–1                                                                                      | 0–0                                                                                      | 3–1                                                                                      | 0–0                                                                                      | 1–1                                                                                      | 1–1                                                                                      | 1–2                                                                                      | 4–1                                                                                      | 1–0                                                                                      | 2–1                                                                                      | 2–3                                                                                      |                                                                                          |
| Philadelphia Union (PHI)                                                                 | DAL                                                                                      | LFC                                                                                      | NYC                                                                                      | MIA                                                                                      | ORL                                                                                      | NE                                                                                       | NY                                                                                       | DC                                                                                       | CLB                                                                                      | NY                                                                                       | NE                                                                                       | MTL                                                                                      | CIN                                                                                      | MIA                                                                                      | TOR                                                                                      | CIN                                                                                      | MTL                                                                                      | DC                                                                                       | NE                                                                                       | TOR                                                                                      | CHI                                                                                      | CLB                                                                                      | NE                                                                                       |                                                                                          |
| Philadelphia Union (PHI)                                                                 | 0–2                                                                                      | 3–3                                                                                      | 1–0                                                                                      | 2–1                                                                                      | 1–1                                                                                      | 0–0                                                                                      | 1–0                                                                                      | 4–1                                                                                      | 0–1                                                                                      | 3–0                                                                                      | 2–1                                                                                      | 4–1                                                                                      | 0–0                                                                                      | 3–0                                                                                      | 1–2                                                                                      | 3–0                                                                                      | 2–1                                                                                      | 2–2                                                                                      | 2–1                                                                                      | 5–0                                                                                      | 2–1                                                                                      | 1–2                                                                                      | 2–0                                                                                      |                                                                                          |
| Portland Timbers (POR)                                                                   | MIN                                                                                      | NSH                                                                                      | LA                                                                                       | HOU                                                                                      | LFC                                                                                      | SEA                                                                                      | RSL                                                                                      | LA                                                                                       | SEA                                                                                      | LFC                                                                                      | SJ                                                                                       | SJ                                                                                       | SEA                                                                                      | VAN                                                                                      | LA                                                                                       | SJ                                                                                       | RSL                                                                                      | LFC                                                                                      | SEA                                                                                      | LA                                                                                       | VAN                                                                                      | COL                                                                                      | LFC                                                                                      |                                                                                          |
| Portland Timbers (POR)                                                                   | 1–3                                                                                      | 1–0                                                                                      | 2–1                                                                                      | 2–1                                                                                      | 2–2                                                                                      | 0–3                                                                                      | 4–4                                                                                      | 2–3                                                                                      | 2–1                                                                                      | 2–4                                                                                      | 1–1                                                                                      | 6–1                                                                                      | 1–0                                                                                      | 1–0                                                                                      | 6–3                                                                                      | 3–0                                                                                      | 1–2                                                                                      | 1–1                                                                                      | 1–1                                                                                      | 5–2                                                                                      | 1–0                                                                                      | 0–1                                                                                      | 1–1                                                                                      |                                                                                          |
| Real Salt Lake (RSL)                                                                     | ORL                                                                                      | NY                                                                                       | COL                                                                                      | MIN                                                                                      | SKC                                                                                      | COL                                                                                      | POR                                                                                      | SEA                                                                                      | MIN                                                                                      | LFC                                                                                      | COL                                                                                      | VAN                                                                                      | LA                                                                                       | MIN                                                                                      | LFC                                                                                      | SEA                                                                                      | VAN                                                                                      | POR                                                                                      | COL                                                                                      | DAL                                                                                      | SJ                                                                                       | LA                                                                                       | SKC                                                                                      |                                                                                          |
| Real Salt Lake (RSL)                                                                     | 0–0                                                                                      | 1–1                                                                                      | 2–0                                                                                      | 0–0                                                                                      | 0–2                                                                                      | 4–1                                                                                      | 4–4                                                                                      | 2–2                                                                                      | 0–4                                                                                      | 3–0                                                                                      | 0–5                                                                                      | 1–2                                                                                      | 2–0                                                                                      | 0–0                                                                                      | 1–3                                                                                      | 1–2                                                                                      | 1–2                                                                                      | 2–1                                                                                      | CAN                                                                                      | 0–0                                                                                      | 0–2                                                                                      | 1–2                                                                                      | 0–2                                                                                      |                                                                                          |
| San Jose Earthquakes (SJ)                                                                | TOR                                                                                      | MIN                                                                                      | SEA                                                                                      | VAN                                                                                      | CHI                                                                                      | LA                                                                                       | LFC                                                                                      | COL                                                                                      | SEA                                                                                      | LA                                                                                       | POR                                                                                      | POR                                                                                      | COL                                                                                      | LFC                                                                                      | LA                                                                                       | VAN                                                                                      | POR                                                                                      | LA                                                                                       | SEA                                                                                      | VAN                                                                                      | RSL                                                                                      | LFC                                                                                      | SEA                                                                                      |                                                                                          |
| San Jose Earthquakes (SJ)                                                                | 2–2                                                                                      | 2–5                                                                                      | 0–0                                                                                      | 4–3                                                                                      | 2–0                                                                                      | 2–3                                                                                      | 1–5                                                                                      | 1–1                                                                                      | 1–7                                                                                      | 0–0                                                                                      | 1–1                                                                                      | 1–6                                                                                      | 0–5                                                                                      | 2–1                                                                                      | 2–1                                                                                      | 3–0                                                                                      | 0–3                                                                                      | 4–0                                                                                      | 0–0                                                                                      | 1–2                                                                                      | 2–0                                                                                      | 3–2                                                                                      | 1–4                                                                                      |                                                                                          |
| Seattle Sounders FC (SEA)                                                                | CHI                                                                                      | CLB                                                                                      | SJ                                                                                       | CHI                                                                                      | VAN                                                                                      | POR                                                                                      | LFC                                                                                      | RSL                                                                                      | POR                                                                                      | SJ                                                                                       | LFC                                                                                      | POR                                                                                      | LA                                                                                       | VAN                                                                                      | RSL                                                                                      | LFC                                                                                      | COL                                                                                      | SJ                                                                                       | POR                                                                                      | VAN                                                                                      | COL                                                                                      | LA                                                                                       | SJ                                                                                       |                                                                                          |
| Seattle Sounders FC (SEA)                                                                | 2–1                                                                                      | 1–1                                                                                      | 0–0                                                                                      | 1–2                                                                                      | 3–0                                                                                      | 3–0                                                                                      | 3–1                                                                                      | 2–2                                                                                      | 1–2                                                                                      | 7–1                                                                                      | 3–0                                                                                      | 0–1                                                                                      | 3–1                                                                                      | 3–1                                                                                      | 2–1                                                                                      | 1–3                                                                                      | CAN                                                                                      | 0–0                                                                                      | 1–1                                                                                      | 2–0                                                                                      | 1–3                                                                                      | 1–1                                                                                      | 4–1                                                                                      |                                                                                          |
| Sporting Kansas City (SKC)                                                               | VAN                                                                                      | HOU                                                                                      | MIN                                                                                      | COL                                                                                      | RSL                                                                                      | MIN                                                                                      | HOU                                                                                      | DAL                                                                                      | HOU                                                                                      | MIN                                                                                      | DAL                                                                                      | ORL                                                                                      | COL                                                                                      | HOU                                                                                      | CHI                                                                                      | NSH                                                                                      | DAL                                                                                      | CHI                                                                                      | COL                                                                                      | COL                                                                                      | CIN                                                                                      | MIN                                                                                      | RSL                                                                                      |                                                                                          |
| Sporting Kansas City (SKC)                                                               | 3–1                                                                                      | 4–0                                                                                      | 1–2                                                                                      | 3–2                                                                                      | 2–0                                                                                      | 2–1                                                                                      | 2–5                                                                                      | 1–1                                                                                      | 1–1                                                                                      | 1–2                                                                                      | 1–0                                                                                      | 2–3                                                                                      | 1–2                                                                                      | 2–1                                                                                      | 1–0                                                                                      | 2–1                                                                                      | 0–1                                                                                      | 2–2                                                                                      | CAN                                                                                      | 4–0                                                                                      | 1–0                                                                                      | CAN                                                                                      | 2–0                                                                                      |                                                                                          |
| Toronto FC (TOR)                                                                         | SJ                                                                                       | NYC                                                                                      | DC                                                                                       | MTL                                                                                      | NE                                                                                       | VAN                                                                                      | VAN                                                                                      | MTL                                                                                      | MTL                                                                                      | VAN                                                                                      | MTL                                                                                      | DC                                                                                       | NYC                                                                                      | CLB                                                                                      | PHI                                                                                      | NE                                                                                       | CIN                                                                                      | NY                                                                                       | ATL                                                                                      | PHI                                                                                      | NYC                                                                                      | MIA                                                                                      | NY                                                                                       |                                                                                          |
| Toronto FC (TOR)                                                                         | 2–2                                                                                      | 1–0                                                                                      | 2–2                                                                                      | 4–3                                                                                      | 0–0                                                                                      | 3–0                                                                                      | 1–0                                                                                      | 1–0                                                                                      | 0–1                                                                                      | 2–3                                                                                      | 2–1                                                                                      | 2–2                                                                                      | 1–0                                                                                      | 3–1                                                                                      | 2–1                                                                                      | 1–0                                                                                      | 1–0                                                                                      | 1–1                                                                                      | 1–0                                                                                      | 0–5                                                                                      | 0–1                                                                                      | 2–1                                                                                      | 1–2                                                                                      |                                                                                          |
| Vancouver Whitecaps FC (VAN)                                                             | SKC                                                                                      | LA                                                                                       | SJ                                                                                       | SEA                                                                                      | CHI                                                                                      | TOR                                                                                      | TOR                                                                                      | MTL                                                                                      | TOR                                                                                      | MTL                                                                                      | MTL                                                                                      | RSL                                                                                      | LFC                                                                                      | POR                                                                                      | SEA                                                                                      | SJ                                                                                       | RSL                                                                                      | LFC                                                                                      | LA                                                                                       | SJ                                                                                       | SEA                                                                                      | POR                                                                                      | LA                                                                                       |                                                                                          |
| Vancouver Whitecaps FC (VAN)                                                             | 1–3                                                                                      | 1–0                                                                                      | 3–4                                                                                      | 0–3                                                                                      | 2–0                                                                                      | 0–3                                                                                      | 0–1                                                                                      | 0–2                                                                                      | 3–2                                                                                      | 2–4                                                                                      | 3–1                                                                                      | 2–1                                                                                      | 0–6                                                                                      | 0–1                                                                                      | 1–3                                                                                      | 0–3                                                                                      | 2–1                                                                                      | 2–1                                                                                      | 0–1                                                                                      | 2–1                                                                                      | 0–2                                                                                      | 0–1                                                                                      | 3–0                                                                                      |                                                                                          |

## Play off
Eliminacje i finał zostały rozegrane w formie pojedynczego meczu. Jeżeli po upłynięciu czasu regulaminowego był remis, rozgrywano dogrywkę 2 x 15 minut.

### 1/16 finału
| 120 listopada 2020 | New England Revolution              | 2:1   | Montreal Impact    |                                                                            |
| 18:30 UTC-6        | Carles Gil 38' · Gustavo Bou 90+5'  | (1:0) | 61' Romell Quioto  | Gillette Stadium, Foxborough, Massachusetts Widzów: 0 Sędzia: Jair Marrufo |
| 18:30 UTC-6        | Gustavo Bou 6' · Tommy McNamara 20' | (1:0) | 43' Jorge Corrales | Gillette Stadium, Foxborough, Massachusetts Widzów: 0 Sędzia: Jair Marrufo |

| 220 listopada 2020 | Nashville SC                                              | 3:0   | Inter Miami CF                  |                                                                          |
| 20:00 UTC-6        | Randall Leal 14' · Hany Mukhtar 24' (k) · Dax McCarty 57' | (2:0) |                                 | Nissan Stadium, Nashville, Tennessee Widzów: 3 240 Sędzia: Ismail Elfath |
| 20:00 UTC-6        | Alistair Johnston 30'                                     | (2:0) | 5' Dylan Nealis · 32' Wil Trapp | Nissan Stadium, Nashville, Tennessee Widzów: 3 240 Sędzia: Ismail Elfath |

### Drabinka
|  |                       |                      |            |                     |   |             |                      |             |  |  |          |          |          |  |  |       |       |       |
|  | 1/8 finału            | 1/8 finału           | 1/8 finału |                     |   | Ćwierćfinał | Ćwierćfinał          | Ćwierćfinał |  |  | Półfinał | Półfinał | Półfinał |  |  | Finał | Finał | Finał |
|  | 1/8 finału            | 1/8 finału           | 1/8 finału |                     |   | Ćwierćfinał | Ćwierćfinał          | Ćwierćfinał |  |  | Półfinał | Półfinał | Półfinał |  |  | Finał | Finał | Finał |
|  |                       |                      |            |                     |   |             |                      |             |  |  |          |          |          |  |  |       |       |       |
|  |                       |                      |            |                     |   |             |                      |             |  |  |          |          |          |  |  |       |       |       |
|  | 1                     | Philadelphia Union   | 0          |                     |   |             |                      |             |  |  |          |          |          |  |  |       |       |       |
|  | 1                     | Philadelphia Union   | 0          |                     |   |             |                      |             |  |  |          |          |          |  |  |       |       |       |
|  | 8                     | New England Revo     | 2          |                     |   |             |                      |             |  |  |          |          |          |  |  |       |       |       |
|  | 8                     | New England Revo     | 2          |                     |   | 8           | New England Revo     | 3           |  |  |          |          |          |  |  |       |       |       |
|  |                       |                      |            |                     |   | 8           | New England Revo     | 3           |  |  |          |          |          |  |  |       |       |       |
|  |                       |                      | 4          | Orlando City SC     | 1 |             |                      |             |  |  |          |          |          |  |  |       |       |       |
|  | 4                     | Orlando City SC      | 4          | Orlando City SC     | 1 | 1(6)        |                      |             |  |  |          |          |          |  |  |       |       |       |
|  | 4                     | Orlando City SC      |            |                     |   |             |                      |             |  |  |          |          |          |  |  |       |       |       |
|  | 5                     | New York City FC     | 1(5)       |                     |   |             |                      |             |  |  |          |          |          |  |  |       |       |       |
|  | 5                     | New York City FC     | 1(5)       |                     |   | 8           | New England Revo     | 0           |  |  |          |          |          |  |  |       |       |       |
|  | Konferencja Wschodnia |                      |            |                     |   | 8           | New England Revo     | 0           |  |  |          |          |          |  |  |       |       |       |
|  |                       |                      | 3          | Columbus Crew       | 1 |             |                      |             |  |  |          |          |          |  |  |       |       |       |
|  | 3                     | Columbus Crew        | 3          | Columbus Crew       | 1 | 3           |                      |             |  |  |          |          |          |  |  |       |       |       |
|  | 3                     | Columbus Crew        |            |                     |   |             |                      |             |  |  |          |          |          |  |  |       |       |       |
|  | 6                     | New York Red Bulls   | 2          |                     |   |             |                      |             |  |  |          |          |          |  |  |       |       |       |
|  | 6                     | New York Red Bulls   | 2          |                     |   | 3           | Columbus Crew        | 2           |  |  |          |          |          |  |  |       |       |       |
|  |                       |                      |            |                     |   | 3           | Columbus Crew        | 2           |  |  |          |          |          |  |  |       |       |       |
|  |                       |                      | 7          | Nashville SC        | 0 |             |                      |             |  |  |          |          |          |  |  |       |       |       |
|  | 2                     | Toronto FC           | 7          | Nashville SC        | 0 | 0           |                      |             |  |  |          |          |          |  |  |       |       |       |
|  | 2                     | Toronto FC           |            |                     |   |             |                      |             |  |  |          |          |          |  |  |       |       |       |
|  | 7                     | Nashville SC         | 1          |                     |   |             |                      |             |  |  |          |          |          |  |  |       |       |       |
|  | 7                     | Nashville SC         | 1          |                     |   | 3           | Columbus Crew        | 3           |  |  |          |          |          |  |  |       |       |       |
|  |                       |                      |            |                     |   |             |                      |             |  |  |          |          |          |  |  |       |       |       |
|  |                       |                      | 2          | Seattle Sounders FC | 0 |             |                      |             |  |  |          |          |          |  |  |       |       |       |
|  | 1                     | Sporting Kansas City | 2          | Seattle Sounders FC | 0 | 3(3)        |                      |             |  |  |          |          |          |  |  |       |       |       |
|  | 1                     | Sporting Kansas City |            |                     |   |             |                      |             |  |  |          |          |          |  |  |       |       |       |
|  | 8                     | San Jose Earthquakes | 3(0)       |                     |   |             |                      |             |  |  |          |          |          |  |  |       |       |       |
|  | 8                     | San Jose Earthquakes | 3(0)       |                     |   | 1           | Sporting Kansas City | 0           |  |  |          |          |          |  |  |       |       |       |
|  |                       |                      |            |                     |   | 1           | Sporting Kansas City | 0           |  |  |          |          |          |  |  |       |       |       |
|  |                       |                      | 4          | Minnesota United FC | 3 |             |                      |             |  |  |          |          |          |  |  |       |       |       |
|  | 4                     | Minnesota United FC  | 4          | Minnesota United FC | 3 | 3           |                      |             |  |  |          |          |          |  |  |       |       |       |
|  | 4                     | Minnesota United FC  |            |                     |   |             |                      |             |  |  |          |          |          |  |  |       |       |       |
|  | 5                     | Colorado Rapids      | 0          |                     |   |             |                      |             |  |  |          |          |          |  |  |       |       |       |
|  | 5                     | Colorado Rapids      | 0          |                     |   | 4           | Minnesota United FC  | 2           |  |  |          |          |          |  |  |       |       |       |
|  | Konferencja Zachodnia |                      |            |                     |   | 4           | Minnesota United FC  | 2           |  |  |          |          |          |  |  |       |       |       |
|  |                       |                      | 2          | Seattle Sounders FC | 3 |             |                      |             |  |  |          |          |          |  |  |       |       |       |
|  | 3                     | Portland Timbers     | 2          | Seattle Sounders FC | 3 | 1(7)        |                      |             |  |  |          |          |          |  |  |       |       |       |
|  | 3                     | Portland Timbers     |            |                     |   |             |                      |             |  |  |          |          |          |  |  |       |       |       |
|  | 6                     | FC Dallas            | 1(8)       |                     |   |             |                      |             |  |  |          |          |          |  |  |       |       |       |
|  | 6                     | FC Dallas            | 1(8)       |                     |   | 6           | FC Dallas            | 0           |  |  |          |          |          |  |  |       |       |       |
|  |                       |                      |            |                     |   | 6           | FC Dallas            | 0           |  |  |          |          |          |  |  |       |       |       |
|  |                       |                      | 2          | Seattle Sounders FC | 1 |             |                      |             |  |  |          |          |          |  |  |       |       |       |
|  | 2                     | Seattle Sounders FC  | 2          | Seattle Sounders FC | 1 | 3           |                      |             |  |  |          |          |          |  |  |       |       |       |
|  | 2                     | Seattle Sounders FC  |            |                     |   |             |                      |             |  |  |          |          |          |  |  |       |       |       |
|  | 7                     | Los Angeles FC       | 1          |                     |   |             |                      |             |  |  |          |          |          |  |  |       |       |       |
|  | 7                     | Los Angeles FC       | 1          |                     |   |             |                      |             |  |  |          |          |          |  |  |       |       |       |
|  |                       |                      |            |                     |   |             |                      |             |  |  |          |          |          |  |  |       |       |       |

### 1/8 finału
| 121 listopada 2020 | Orlando City SC                                                                                          | 1:1 k. 6:5         | New York City FC |                                                                              |
| 12:00 UTC-5        | Nani 5' (k.)                                                                                             | (1:1, 1:1, k. 6:5) | 8' Maxime Chanot | Exploria Stadium, Orlando, Floryda Widzów: limit 6 375 Sędzia: Allen Chapman |
| 12:00 UTC-5        | Antônio Carlos 71' · Ruan 77', 87' · Robin Jansson 90+4' · Andrés Perea 90+6' · Pedro Gallese 103', 128' | (1:1, 1:1, k. 6:5) | 70' Valentín Castellanos · 88' Gary Mackay-Steven · 120+2' Sebastien Ibeagha                                                               | Exploria Stadium, Orlando, Floryda Widzów: limit 6 375 Sędzia: Allen Chapman |
| 12:00 UTC-5        | · Tesho Akindele · Andrés Perea · Antônio Carlos · Júnior Urso · Nani · Robin Jansson · Benji Michel     | Rzuty karne        | · Maximiliano Moralez · Jesús Medina · Tony Rocha · Ismael Tajouri-Shradi · Valentín Castellanos · Nicolás Acevedo · Guðmundur Þórarinsson | Exploria Stadium, Orlando, Floryda Widzów: limit 6 375 Sędzia: Allen Chapman |

| 221 listopada 2020 | Columbus Crew                                                  | 3:2   | New York Red Bulls                |                                                                 |
| 15:00 UTC-5        | Pedro Santos 26' (k) · Darlington Nagbe 46' · Gyasi Zardes 68' | (1:1) | 23' Caden Clark · 90' Brian White | Mapfre Stadium, Columbus, Ohio Widzów: 0 Sędzia: Alex Chilowicz |
| 15:00 UTC-5        | 40' Sean Davis · 81' Kyle Duncan · 89' Aaron Long              | (1:1) |                                   | Mapfre Stadium, Columbus, Ohio Widzów: 0 Sędzia: Alex Chilowicz |

| 322 listopada 2020 | Sporting Kansas City                                                        | 3:3 k. 3:0         | San Jose Earthquakes                                           |                                                                             |
| 15:00 UTC-6        | Roger Espinoza 4' · Ilie Sánchez 47' · Gianluca Busio 90+1'                 | (1:2, 3:3, k. 3:0) | 22' Carlos Fierro · 34' Shea Salinas · 90+7' Chris Wondolowski | Children's Mercy Park, Kansas City Widzów: limit 2 770 Sędzia: Nima Saghafi |
| 15:00 UTC-6        | Winston Reid 39' · Amadou Dia 78' · Roger Espinoza 79' · Johnny Russell 86' | (1:2, 3:3, k. 3:0) | 28' Nick Lima · 56' Marcos López · 85' Cristian Espinoza       | Children's Mercy Park, Kansas City Widzów: limit 2 770 Sędzia: Nima Saghafi |
| 15:00 UTC-6        | · Johnny Russell · Ilie Sánchez · Khiry Shelton                             | Rzuty karne        | · Oswaldo Alanís · Jackson Yueill · Cristian Espinoza          | Children's Mercy Park, Kansas City Widzów: limit 2 770 Sędzia: Nima Saghafi |

| 422 listopada 2020 | Minnesota United                      | 3:0   | Colorado Rapids                       |                                                                  |
| 18:30 UTC-6        | Kevin Molino 22', 79' · Robin Lod 54' | (1:0) |                                       | Allianz Field, Saint Paul, Minnesota Widzów: 0 Sędzia: Ted Unkel |
| 18:30 UTC-6        | Michael Boxall 52'                    | (1:0) | 44' Younes Namli · 50' Lalas Abubakar | Allianz Field, Saint Paul, Minnesota Widzów: 0 Sędzia: Ted Unkel |

| 522 listopada 2020 | Portland Timbers | 1:1 k. 7:8  | FC Dallas |                                                                        |
| 19:00 UTC-8        | Jorge Villafaña 82' |             | 90+3' Ricardo Pepi | Providence Park, Portland, Oregon Widzów: 0 Sędzia: Armando Villarreal |
| 19:00 UTC-8        | 36' Fafà Picault · 75' Andrés Ricaurte · 120+1' Ema Twumasi                                                             |             | | Providence Park, Portland, Oregon Widzów: 0 Sędzia: Armando Villarreal |
| 19:00 UTC-8        | · Valeri · Marco Farfan · Dario Župarić · Jeremy Ebobisse · Blake Bodily · Diego Chará · Marvin Loría · Jorge Villafaña | Rzuty karne | · Reto Ziegler · Franco Jara · Bressan · Ricardo Pepi · Ryan Hollingshead · Matt Hedges · Tanner Tessmann · Ema Twumasi | Providence Park, Portland, Oregon Widzów: 0 Sędzia: Armando Villarreal |

| 624 listopada 2020 | Toronto FC | 0:1 (pd.)  | Nashville SC             |                                                                                     |
| 18:00 UTC-5        |            | (0:0, 0:0) | 108' Daniel Armando Ríos | Pratt & Whitney Stadium, East Hartford, Connecticut Widzów: 0 Sędzia: Robert Sibiga |

| 724 listopada 2020 | Philadelphia Union                    | 0:2   | New England Revolution              |                                                                      |
| 20:00 UTC-5        |                                       | (0:2) | 26' Adam Buksa · 30' Tajon Buchanan | Subaru Park, Chester, Pensylwania Widzów: 0 Sędzia: Joseph Dickerson |
| 20:00 UTC-5        | Kacper Przybyłko 36' · Kai Wagner 73' | (0:2) | 88' Matt Polster                    | Subaru Park, Chester, Pensylwania Widzów: 0 Sędzia: Joseph Dickerson |

| 824 listopada 2020 | Seattle Sounders FC                                        | 3:1   | Los Angeles FC       |                                                                |
| 19:30 UTC-8        | Nicolás Lodeiro 18' · Raúl Ruidíaz 66' · Jordan Morris 80' | (1:0) | 77' Eduard Atuesta   | Lumen Field, Seattle, Waszyngton Widzów: 0 Sędzia: Kevin Stott |
| 19:30 UTC-8        | Nicolás Lodeiro 88'                                        | (1:0) | 90+2' Mohammed Monir | Lumen Field, Seattle, Waszyngton Widzów: 0 Sędzia: Kevin Stott |

### Ćwierćfinał
| 129 listopada 2020 | Orlando City                                                                            | 1:3   | New England Revolution                     |                                                                               |
| 15:00 UTC-5        | Júnior Urso 33'                                                                         | (1:2) | 17' (k.) Carles Gil · 25', 86' Gustavo Bou | Exploria Stadium, Orlando, Floryda Widzów: limit 6 375 Sędzia: Alex Chilowicz |
| 15:00 UTC-5        | Antônio Carlos 47' · Daryl Dike 53' · Mauricio Pereyra 60' · Nani 62' · Júnior Urso 75' | (1:2) | 28' Adam Buksa                             | Exploria Stadium, Orlando, Floryda Widzów: limit 6 375 Sędzia: Alex Chilowicz |

| 229 listopada 2020 | Columbus Crew                                  | 2:0 (pd.)  | Nashville SC |                                                                     |
| 20:00 UTC-5        | Pedro Santos 99' · Gyasi Zardes 103'           | (0:0, 0:0) |              | Mapfre Stadium, Columbus, Ohio Widzów: 0 Sędzia: Armando Villarreal |
| 20:00 UTC-5        | 42' Alistair Johnston · 111' Taylor Washington | (0:0, 0:0) |              | Mapfre Stadium, Columbus, Ohio Widzów: 0 Sędzia: Armando Villarreal |

| 31 grudnia 2020 | Seattle Sounders    | 1:0   | FC Dallas                       |                                                                  |
| 18:30 UTC-8     | Shane O'Neill 49'   | (0:0) |                                 | Lumen Field, Seattle, Waszyngton Widzów: 0 Sędzia: Robert Sibiga |
| 18:30 UTC-8     | João Paulo Mior 69' | (0:0) | 58' Bressan · 74' Thiago Santos | Lumen Field, Seattle, Waszyngton Widzów: 0 Sędzia: Robert Sibiga |

| 43 grudnia 2020 | Sporting Kansas City                                                                               | 0:3   | Minnesota United                           |                                                                                     |
| 19:00 UTC-6     | | (0:3) | 27', 35' Kevin Molino · 39' Bakaye Dibassy | Children’s Mercy Park, Kansas City, Kansas Widzów: limit 2 770 Sędzia: Drew Fischer |
| 19:00 UTC-6     | 42' Emanuel Reynoso · 57' Ján Greguš · 80' Chase Gasper · 82' Bakaye Dibassy · 84' Marlon Hairston | (0:3) |                                            | Children’s Mercy Park, Kansas City, Kansas Widzów: limit 2 770 Sędzia: Drew Fischer |

### Półfinał
| 16 grudnia 2020 | Columbus Crew                 | 1:0   | New England Revolution |                                                                         |
| 15:00 UTC-5     | José Artur de Lima Junior 59' | (0:0) |                        | Mapfre Stadium, Columbus, Ohio Widzów: 1 500 Sędzia: Armando Villarreal |
| 15:00 UTC-5     | Pedro Santos 90+3'            | (0:0) |                        | Mapfre Stadium, Columbus, Ohio Widzów: 1 500 Sędzia: Armando Villarreal |

| 27 grudnia 2020 | Seattle Sounders                                          | 3:2   | Minnesota United                         |                                                                  |
| 18:30 UTC-8     | Will Bruin 75' · Raúl Ruidíaz 89' · Gustav Svensson 90+3' | (0:1) | 29' Emanuel Reynoso · 67' Bakaye Dibassy | Lumen Field, Seattle, Waszyngton Widzów: 0 Sędzia: Ismail Elfath |
| 18:30 UTC-8     | Alex Roldan 9' · Shane O'Neill 27'                        | (0:1) | 62' Bakaye Dibassy                       | Lumen Field, Seattle, Waszyngton Widzów: 0 Sędzia: Ismail Elfath |

### Finał
| 12 grudnia 2020 | Columbus Crew                                  | 3:0   | Seattle Sounders |                                                                   |
| 20:30 UTC-5     | Lucas Zelarayán 25', 82' · Derrick Etienne 31' | (2:0) |                  | Mapfre Stadium, Columbus, Ohio Widzów: 1 500 Sędzia: Jair Marrufo |
| 20:30 UTC-5     | 28' João Paulo Mior · 49' Brad Smith           | (2:0) |                  | Mapfre Stadium, Columbus, Ohio Widzów: 1 500 Sędzia: Jair Marrufo |

## Statystyki
| Pos | Zawodnik          | Drużyna             | [ 32 ] |
| --- | ----------------- | ------------------- | ------ |
| 1   | Diego Rossi       | Los Angeles FC      | 14     |
| 2   | Robert Berić      | Chicago Fire        | 12     |
| 2   | Raúl Ruidíaz      | Seattle Sounders FC | 12     |
| 2   | Gyasi Zardes      | Columbus Crew       | 12     |
| 5   | Jordan Morris     | Seattle Sounders FC | 10     |
| 5   | Chris Mueller     | Orlando City SC     | 10     |
| 5   | Cristian Pavón    | Los Angeles Galaxy  | 10     |
| 8   | Ayo Akinola       | Toronto FC          | 9      |
| 8   | Kevin Molino      | Minnesota United FC | 9      |
| 8   | Alejandro Pozuelo | Toronto FC          | 9      |

| Pos | Zawodnik           | Drużyna              | [ 33 ] |
| --- | ------------------ | -------------------- | ------ |
| 1   | Nicolás Lodeiro    | Seattle Sounders FC  | 10     |
| 1   | Alejandro Pozuelo  | Toronto FC           | 10     |
| 1   | Darwin Quintero    | Houston Dynamo       | 10     |
| 4   | Cristian Espinoza  | San Jose Earthquakes | 9      |
| 5   | Yimmi Chará        | Portland Timbers     | 8      |
| 5   | Lewis Morgan       | Inter Miami CF       | 8      |
| 5   | Jordan Morris      | Seattle Sounders FC  | 8      |
| 5   | Mauricio Pereyra   | Orlando City SC      | 8      |
| 5   | Pedro Santos       | Columbus Crew        | 8      |
| 10  | Brenden Aaronson   | Philadelphia Union   | 7      |
| 10  | Djordje Mihailovic | Chicago Fire         | 7      |
| 10  | Chris Mueller      | Orlando City SC      | 7      |
| 10  | Cristian Pavón     | Los Angeles Galaxy   | 7      |
| 10  | Emanuel Reynoso    | Minnesota United FC  | 7      |
| 10  | Brian Rodríguez    | Los Angeles FC       | 7      |
| 10  | Diego Valeri       | Portland Timbers     | 7      |

## Nagrody

### Nagroda miesiąca
| Miesiąc                | Zawodnik             | Drużyna          | Źródło |
| ---------------------- | -------------------- | ---------------- | ------ |
| Sierpień               | Daryl Dike           | Orlando City SC  | [ 34 ] |
| Wrzesień               | Alejandro Pozuelo    | Toronto FC       | [ 35 ] |
| Październik i listopad | Valentín Castellanos | New York City FC | [ 36 ] |

### Drużyna sezonu
| Bramkarz                  | Obrońcy                                                                           | Pomocnicy                                                                                                | Napastnicy                                                     | Źródło |
| ------------------------- | --------------------------------------------------------------------------------- | --- | -------------------------------------------------------------- | ------ |
| Andre Blake, Philadelphia | Mark McKenzie, Philadelphia Jonathan Mensah, Columbus Walker Zimmerman, Nashville | Brenden Aaronson, Philadelphia Diego Chará, Portland Nicolás Lodeiro, Seattle Alejandro Pozuelo, Toronto | Jordan Morris, Seattle Diego Rossi, LAFC Raúl Ruidíaz, Seattle | [ 37 ] |

## MLS is Back Tournament
Aby zapobiec wybuchowi COVID-19 w trakcie sezonu, 10 czerwca ogłoszono turniej, nazwany „MLS is Back Tournament”. Turniej odbył się za zamkniętymi drzwiami w kompleksie ESPN Wide World of Sports Complex w Walt Disney World Resort w Bay Lake na Florydzie, gdzie sezon regularny ma się rozpocząć po turnieju. Faza grupowa turnieju liczyła się do sezonu zasadniczego. MLS ogłosił plan wznowienia sezonu 2020 z wszystkimi 26 klubami MLS rywalizującymi w MLS is Back Tournament w ESPN Wide World of Sports Complex w Walt Disney World Resort na Florydzie od 8 lipca. Turniej, który był rozgrywany bez udziału fanów, pod warunkiem.przekonujący sposób na wznowienie przez MLS 25. sezonu. 6 lipca 2020 r. FC Dallas wycofał się z turnieju z powodu dziesięciu graczy i jednego członka personelu klubu z pozytywnym wynikiem testu na COVID-19, po początkowym przełożeniu meczu otwarcia. 9 lipca 2020 r. Nashville SC również zostało wycofane z turnieju po tym, jak dziewięciu graczy klubu uzyskało pozytywny wynik testu na obecność wirusa, po początkowym przełożeniu meczu otwarcia.
Każda drużyna rozegrała Gr mecze w fazie grupowej, a wyniki te zostały uwzględnione w klasyfikacji sezonu zasadniczego 2020 MLS. Po 16 kolejnych dniach meczów fazy grupowej, dwie najlepsze drużyny z każdej grupy wraz z czterema najlepszymi zdobywcami trzeciego miejsca przeszły do fazy pucharowej. Faza pucharowa obejmowała 1/8 finału, ćwierćfinały, półfinały i mecz o mistrzostwo, który odbył się 11 sierpnia. Mecze remisowane pod koniec regulaminowej fazy pucharowej przeszły bezpośrednio do serii rzutów karnych.
Jako zwycięzca MLS is Back Tournament, Portland Timbers zdobyło miejsce w Lidze Mistrzów CONCACAF 2021. Zastąpili miejsce, które wcześniej przyznano pierwszej drużynie w sezonie zasadniczym w konferencji naprzeciwko zwycięzcy tarczy kibiców.
Oprócz meczów, które liczyły się w tabeli sezonu zasadniczego i miejsca w Lidze Mistrzów, gracze mieli możliwość zdobycia dodatkowych bonusów w ramach puli nagród o wartości 1,1 miliona dolarów.

### Faza grupowa

#### Grupa A
| Lp. | Drużyna             | M | Z | R | P | B+ | B- | +/– | Pkt | Kwalifikacja             |
| --- | ------------------- | - | - | - | - | -- | -- | --- | --- | ------------------------ |
| 1   | Orlando City SC (H) | 3 | 2 | 1 | 0 | 6  | 3  | +3  | 7   | Awans do fazy pucharowej |
| 2   | Philadelphia Union  | 3 | 2 | 1 | 0 | 4  | 2  | +2  | 7   | Awans do fazy pucharowej |
| 3   | New York City FC    | 3 | 1 | 0 | 2 | 2  | 4  | −2  | 3   | Awans do fazy pucharowej |
| 4   | Inter Miami CF      | 3 | 0 | 0 | 3 | 2  | 5  | −3  | 0   |                          |

#### Grupa B
| Lp. | Drużyna                | M | Z | R | P | B+ | B- | +/– | Pkt | Kwalifikacja             |
| --- | ---------------------- | - | - | - | - | -- | -- | --- | --- | ------------------------ |
| 1   | San Jose Earthquakes   | 3 | 2 | 1 | 0 | 6  | 3  | +3  | 7   | Awans do fazy pucharowej |
| 2   | Seattle Sounders FC    | 3 | 1 | 1 | 1 | 4  | 2  | +2  | 4   | Awans do fazy pucharowej |
| 3   | Vancouver Whitecaps FC | 3 | 1 | 0 | 2 | 5  | 7  | −2  | 3   | Awans do fazy pucharowej |
| 4   | Chicago Fire           | 3 | 1 | 0 | 2 | 2  | 5  | −3  | 3   |                          |

#### Grupa C
| Lp. | Drużyna                | M | Z | R | P | B+ | B- | +/– | Pkt | Kwalifikacja             |
| --- | ---------------------- | - | - | - | - | -- | -- | --- | --- | ------------------------ |
| 1   | Toronto FC             | 3 | 1 | 2 | 0 | 6  | 5  | +1  | 5   | Awans do fazy pucharowej |
| 2   | New England Revolution | 3 | 1 | 2 | 0 | 2  | 1  | +1  | 5   | Awans do fazy pucharowej |
| 3   | Montreal Impact        | 3 | 1 | 0 | 2 | 4  | 5  | −1  | 3   | Awans do fazy pucharowej |
| 4   | D.C. United            | 3 | 0 | 2 | 1 | 3  | 4  | −1  | 2   |                          |

#### Grupa D
| Lp. | Drużyna              | M | Z | R | P | B+ | B- | +/– | Pkt | Kwalifikacja             |
| --- | -------------------- | - | - | - | - | -- | -- | --- | --- | ------------------------ |
| 1   | Sporting Kansas City | 3 | 2 | 0 | 1 | 6  | 4  | +2  | 6   | Awans do fazy pucharowej |
| 2   | Minnesota United FC  | 3 | 1 | 2 | 0 | 4  | 3  | +1  | 5   | Awans do fazy pucharowej |
| 3   | Real Salt Lake       | 3 | 1 | 1 | 1 | 2  | 2  | 0   | 4   | Awans do fazy pucharowej |
| 4   | Colorado Rapids      | 3 | 0 | 1 | 2 | 4  | 7  | −3  | 1   |                          |

#### Grupa E
| Lp. | Drużyna            | M | Z | R | P | B+ | B- | +/– | Pkt | Kwalifikacja             |
| --- | ------------------ | - | - | - | - | -- | -- | --- | --- | ------------------------ |
| 1   | Columbus Crew      | 3 | 3 | 0 | 0 | 7  | 0  | +7  | 9   | Awans do fazy pucharowej |
| 2   | FC Cincinnati      | 3 | 2 | 0 | 1 | 3  | 4  | −1  | 6   | Awans do fazy pucharowej |
| 3   | New York Red Bulls | 3 | 1 | 0 | 2 | 1  | 4  | −3  | 3   |                          |
| 4   | Atlanta United FC  | 3 | 0 | 0 | 3 | 0  | 3  | −3  | 0   |                          |

#### Grupa F
| Lp. | Drużyna            | M | Z | R | P | B+ | B- | +/– | Pkt | Kwalifikacja             |
| --- | ------------------ | - | - | - | - | -- | -- | --- | --- | ------------------------ |
| 1   | Portland Timbers   | 3 | 2 | 1 | 0 | 6  | 4  | +2  | 7   | Awans do fazy pucharowej |
| 2   | Los Angeles FC     | 3 | 1 | 2 | 0 | 11 | 7  | +4  | 5   | Awans do fazy pucharowej |
| 3   | Houston Dynamo     | 3 | 0 | 2 | 1 | 5  | 6  | −1  | 2   |                          |
| 4   | Los Angeles Galaxy | 3 | 0 | 1 | 2 | 4  | 9  | −5  | 1   |                          |

### Faza pucharowa
|  |                        |                        |                      |                      |       |                      |                      |              |  |  |           |           |           |  |  |       |       |       |
|  | 1/8 finału             | 1/8 finału             | 1/8 finału           |                      |       | Ćwierćfinały         | Ćwierćfinały         | Ćwierćfinały |  |  | Półfinały | Półfinały | Półfinały |  |  | Finał | Finał | Finał |
|  | 1/8 finału             | 1/8 finału             | 1/8 finału           |                      |       | Ćwierćfinały         | Ćwierćfinały         | Ćwierćfinały |  |  | Półfinały | Półfinały | Półfinały |  |  | Finał | Finał | Finał |
|  | 25.07.2020             |                        |                      |                      |       |                      |                      |              |  |  |           |           |           |  |  |       |       |       |
|  |                        |                        |                      |                      |       |                      |                      |              |  |  |           |           |           |  |  |       |       |       |
|  | Philadelphia Union     | Philadelphia Union     | 1                    |                      |       |                      |                      |              |  |  |           |           |           |  |  |       |       |       |
|  | Philadelphia Union     | Philadelphia Union     | 1                    | 30.07.2020           |       |                      |                      |              |  |  |           |           |           |  |  |       |       |       |
|  | New England Revolution | New England Revolution | 0                    |                      |       |                      |                      |              |  |  |           |           |           |  |  |       |       |       |
|  | New England Revolution | New England Revolution | 0                    |                      |       | Philadelphia Union   | Philadelphia Union   | 3            |  |  |           |           |           |  |  |       |       |       |
|  | 26.07.2020             |                        |                      |                      |       | Philadelphia Union   | Philadelphia Union   | 3            |  |  |           |           |           |  |  |       |       |       |
|  |                        |                        | Sporting Kansas City | Sporting Kansas City | 1     |                      |                      |              |  |  |           |           |           |  |  |       |       |       |
|  | Sporting Kansas City   | Sporting Kansas City   | Sporting Kansas City | Sporting Kansas City | 1     | 0 (3)                |                      |              |  |  |           |           |           |  |  |       |       |       |
|  | Sporting Kansas City   | Sporting Kansas City   |                      |                      |       | 0 (3)                | 5.08.2020            |              |  |  |           |           |           |  |  |       |       |       |
|  | Vancouver Whitecaps FC | Vancouver Whitecaps FC | 0 (1)                |                      |       |                      |                      |              |  |  |           |           |           |  |  |       |       |       |
|  | Vancouver Whitecaps FC | Vancouver Whitecaps FC | 0 (1)                |                      |       | Philadelphia Union   | Philadelphia Union   | 1            |  |  |           |           |           |  |  |       |       |       |
|  | 26.07.2020             |                        |                      |                      |       | Philadelphia Union   | Philadelphia Union   | 1            |  |  |           |           |           |  |  |       |       |       |
|  |                        |                        | Portland Timbers     | Portland Timbers     | 2     |                      |                      |              |  |  |           |           |           |  |  |       |       |       |
|  | Toronto FC             | Toronto FC             | Portland Timbers     | Portland Timbers     | 2     | 1                    |                      |              |  |  |           |           |           |  |  |       |       |       |
|  | Toronto FC             | Toronto FC             | 1.08.2020            |                      |       | 1                    |                      |              |  |  |           |           |           |  |  |       |       |       |
|  | New York City FC       | New York City FC       | 3                    |                      |       |                      |                      |              |  |  |           |           |           |  |  |       |       |       |
|  | New York City FC       | New York City FC       | 3                    |                      |       | New York City FC     | New York City FC     | 1            |  |  |           |           |           |  |  |       |       |       |
|  | 28.07.2020             |                        |                      |                      |       | New York City FC     | New York City FC     | 1            |  |  |           |           |           |  |  |       |       |       |
|  |                        |                        | Portland Timbers     | Portland Timbers     | 3     |                      |                      |              |  |  |           |           |           |  |  |       |       |       |
|  | Portland Timbers       | Portland Timbers       | Portland Timbers     | Portland Timbers     | 3     | 1 (4)                |                      |              |  |  |           |           |           |  |  |       |       |       |
|  | Portland Timbers       | Portland Timbers       |                      |                      |       | 1 (4)                | 11.08.2020           |              |  |  |           |           |           |  |  |       |       |       |
|  | FC Cincinnati          | FC Cincinnati          | 1 (2)                |                      |       |                      |                      |              |  |  |           |           |           |  |  |       |       |       |
|  | FC Cincinnati          | FC Cincinnati          | 1 (2)                |                      |       | Portland Timbers     | Portland Timbers     | 2            |  |  |           |           |           |  |  |       |       |       |
|  | 25.07.2020             |                        |                      |                      |       | Portland Timbers     | Portland Timbers     | 2            |  |  |           |           |           |  |  |       |       |       |
|  |                        |                        | Orlando City SC      | Orlando City SC      | 1     |                      |                      |              |  |  |           |           |           |  |  |       |       |       |
|  | Orlando City SC        | Orlando City SC        | Orlando City SC      | Orlando City SC      | 1     | 1                    |                      |              |  |  |           |           |           |  |  |       |       |       |
|  | Orlando City SC        | Orlando City SC        | 31.07.2020           |                      |       | 1                    |                      |              |  |  |           |           |           |  |  |       |       |       |
|  | Montreal Impact        | Montreal Impact        | 0                    |                      |       |                      |                      |              |  |  |           |           |           |  |  |       |       |       |
|  | Montreal Impact        | Montreal Impact        | 0                    |                      |       | Orlando City SC      | Orlando City SC      | 1 (5)        |  |  |           |           |           |  |  |       |       |       |
|  | 27.07.2020             |                        |                      |                      |       | Orlando City SC      | Orlando City SC      | 1 (5)        |  |  |           |           |           |  |  |       |       |       |
|  |                        |                        | Los Angeles FC       | Los Angeles FC       | 1 (4) |                      |                      |              |  |  |           |           |           |  |  |       |       |       |
|  | Seattle Sounders FC    | Seattle Sounders FC    | Los Angeles FC       | Los Angeles FC       | 1 (4) | 1                    |                      |              |  |  |           |           |           |  |  |       |       |       |
|  | Seattle Sounders FC    | Seattle Sounders FC    |                      |                      |       | 1                    | 6.08.2020            |              |  |  |           |           |           |  |  |       |       |       |
|  | Los Angeles FC         | Los Angeles FC         | 4                    |                      |       |                      |                      |              |  |  |           |           |           |  |  |       |       |       |
|  | Los Angeles FC         | Los Angeles FC         | 4                    |                      |       | Orlando City SC      | Orlando City SC      | 3            |  |  |           |           |           |  |  |       |       |       |
|  | 27.07.2020             |                        |                      |                      |       | Orlando City SC      | Orlando City SC      | 3            |  |  |           |           |           |  |  |       |       |       |
|  |                        |                        | Minnesota United FC  | Minnesota United FC  | 1     |                      |                      |              |  |  |           |           |           |  |  |       |       |       |
|  | San Jose Earthquakes   | San Jose Earthquakes   | Minnesota United FC  | Minnesota United FC  | 1     | 5                    |                      |              |  |  |           |           |           |  |  |       |       |       |
|  | San Jose Earthquakes   | San Jose Earthquakes   | 1.08.2020            |                      |       | 5                    |                      |              |  |  |           |           |           |  |  |       |       |       |
|  | Real Salt Lake         | Real Salt Lake         | 2                    |                      |       |                      |                      |              |  |  |           |           |           |  |  |       |       |       |
|  | Real Salt Lake         | Real Salt Lake         | 2                    |                      |       | San Jose Earthquakes | San Jose Earthquakes | 1            |  |  |           |           |           |  |  |       |       |       |
|  | 28.07.2020             |                        |                      |                      |       | San Jose Earthquakes | San Jose Earthquakes | 1            |  |  |           |           |           |  |  |       |       |       |
|  |                        |                        | Minnesota United FC  | Minnesota United FC  | 4     |                      |                      |              |  |  |           |           |           |  |  |       |       |       |
|  | Columbus Crew          | Columbus Crew          | Minnesota United FC  | Minnesota United FC  | 4     | 1 (3)                |                      |              |  |  |           |           |           |  |  |       |       |       |
|  | Columbus Crew          | Columbus Crew          |                      |                      |       |                      |                      |              |  |  |           |           |           |  |  |       |       |       |
|  | Minnesota United FC    | Minnesota United FC    | 1 (5)                |                      |       |                      |                      |              |  |  |           |           |           |  |  |       |       |       |
|  | Minnesota United FC    | Minnesota United FC    | 1 (5)                |                      |       |                      |                      |              |  |  |           |           |           |  |  |       |       |       |
|  |                        |                        |                      |                      |       |                      |                      |              |  |  |           |           |           |  |  |       |       |       |